# Maxwell Fry

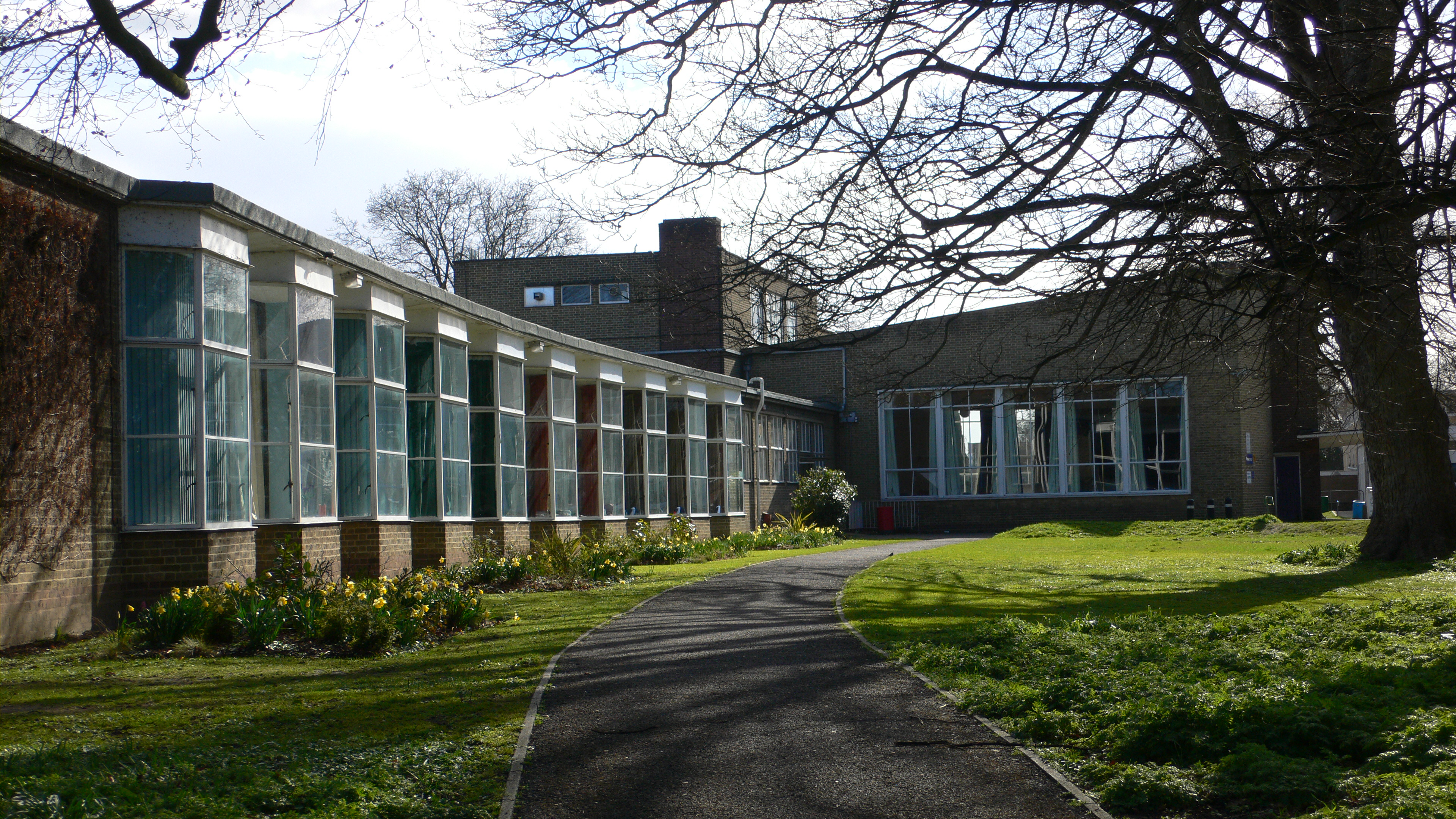
Impington Village College (1934-1938), de Maxwell Fry y Walter Gropius, Impington, Cambridgeshire

Edwin Maxwell Fry (Wallasey, 2 de agosto de 1899-Cotherstone, 3 de septiembre de 1987) fue un arquitecto y urbanista racionalista británico. Trabajó asociado a su esposa, Jane Drew, con la que realizó importantes proyectos en Inglaterra, India y África. Está considerado como uno de los representantes más destacados de la arquitectura moderna en su país.

## Trayectoria
Estudió en la Escuela de Arquitectura de la Universidad de Liverpool, donde se tituló en 1923. Poco después entró a trabajar en el estudio londinense Adams & Thompson, donde permaneció hasta 1934. En 1933 fue uno de los fundadores, con Wells Coates y Francis Yorke, del Modern Architectural Research Group (MARS), la sección inglesa del Congreso Internacional de Arquitectura Moderna (CIAM), del que fue vicepresidente.
Entre 1934 y 1935 colaboró con el arquitecto alemán Walter Gropius, con el que realizó el Impington Village College en Impington, Cambridgeshire (1934-1938) y la Levy House en Old Church Street 66, en el barrio londinense de Chelsea (1935).
En los años 1930 se dedicó también a varios proyectos de viviendas sociales en el área de Londres, como Sassoon House en Camberwell (1934, con Elizabeth Denby), Sun House en Hampstead (1935) y el edificio Miramonte en Kingston upon Thames (1936-1937), así como el conjunto de viviendas y escuela maternal Kensal House en Kensington (1933-1937, con Elizabeth Denby). También trabajó un tiempo como arquitecto jefe de los Ferrocarriles del Sur (Southern Railway).
En 1942 se casó en segundas nupcias con Jane Drew, con la que formó la empresa Fry, Drew & Partners. En 1944 fue nombrado consejero de urbanismo del ministro residente de las colonias británicas de África occidental. Juntos emprendieron la construcción de numerosos proyectos, especialmente escuelas en Ghana y Nigeria, entre las que destaca la nueva Universidad de Ibadán en Nigeria (1953-1959). También en Nigeria construyeron el Estadio Ahmadu Bello (Kaduna, 1965) y el Cooperative Bank Building en Lagos.
En 1949 se asociaron con Denys Lasdun y Lindsay Drake, con quienes formaron equipo hasta 1959. En 1960 se asociaron a Frank Knight y Norman Creamer.
En 1951 iniciaron uno de sus mayores proyectos urbanísticos, la nueva ciudad de Chandigarh en la India, construida de nuevo cuño entre 1951 y 1965 tras la división del Punjab entre la India y Pakistán, ya que su anterior capital, Lahore, cayó en territorio pakistaní. El proyecto urbanístico fue encargado a Le Corbusier, quien contó con la colaboración de Pierre Jeanneret, Maxwell Fry y Jane Drew. Basándose en la Carta de Atenas, Le Corbusier puso en práctica su teoría de sectores mixtos, en que las zonas residenciales se diferencian en función de la densidad, y para los edificios de viviendas aplicó los postulados de su Unité d'Habitation.
En los años 1960 una de sus obras más relevantes fue la nueva sede de la compañía Pilkington's en Saint Helens, Lancashire (1959-1963).
Escribió diversos ensayos sobre arquitectura:
- Recent Advances in Town Planning (1932, con Thomas Adams, Francis Longstreth Thompson y James W. R. Adams)
- Fine Building (1944), Architecture for Children (1944, con Jane Drew)
- Village Housing in the Tropics: with special reference to West Africa (1947, con Jane Drew y Harry L. Ford)
- Tropical Architecture in the Humid Zone (1956, con Jane Drew)
- Tropical Architecture in the Dry and Humid Zones (1964, con Jane Drew)
- Art in a Machine Age: A Critique of Contemporary Life through the Medium of Architecture (1969)
- Tapestry and Architecture: An Address Given at the Opening of an Exhibition of Tapestries by Miriam Sacks at the Ben Uri Gallery 22 October 1969 (1970)
- Autobiographical Sketches (1975)
- Architecture and the Environment (1976, con Jane Drew).

En 1955 fue nombrado Comendador de la Orden del Imperio Británico. En 1964 recibió la Royal Gold Medal del Royal Institute of British Architects (RIBA). Se retiró en 1973.